# Censura en la Unión Soviética
La censura en la Unión Soviética fue un fenómeno persuasivo de presión ideológica estatal que tuvo vigencia a lo largo de toda la historia de ese país (1922-1991), aunque con ciertos altibajos. Tuvo dos períodos de relajamiento: el primero, después de la muerte de Iósif Stalin en 1953 (desestalinización), y el segundo durante la política de glásnost (“transparencia”) implementada por Mijaíl Gorbachov en 1986.

## En general
La censura se realizaba de dos maneras principales:
- La protección de los secretos estatales eran manejados por la Administración Principal para la Salvaguarda de los Secretos de Estado en la Prensa (más conocida por su sigloide Glavlit), la cual era la responsable de censurar cualquier intento de publicación o transmisión de secretos sensibles.

- La censura, de acuerdo a los lineamientos ideológicos y políticos impuestos por el Partido Comunista de la Unión Soviética (PCUS), fue implementada a través de varios departamentos estatales especializados, a saber:
  - Goskomizdat censuraba todo lo relativo a material impreso: ficción, poesía, etc.
  - Goskinó, a cargo del control de la cinematografía.
  - Gosteleradio, a cargo de las emisiones o transmisiones radiales y televisivas.
  - El Primer Departamento (en varias agencias e instituciones, como el Comité Estatal de Estadísticas (Goskomstat), era responsable de asegurarse de que los secretos estatales y la información sensible sólo alcanzasen las pocas manos autorizadas.

## Destrucción de material impreso “peligroso”
Una vez asentado el nuevo régimen soviético, se implementó la destrucción en masa de los libros y periódicos prerrevolucionarios y extranjeros, los cuales prácticamente desaparecieron de las bibliotecas.
Las viejas “colecciones especiales” (en ruso transliterado spetsjrán o spetskhran), las cuales contenían material prohibido y políticamente incorrecto, solamente eran accesibles a través de un permiso especial otorgado por los organismos de seguridad (como el KGB).
Los libros y periódicos eran retirados de la bibliotecas, según los cambios oficiales -a veces contradictorios- que solían tener lugar dentro de la historiografía oficial. Por ejemplo, luego del cisma ideológico sino-soviético, la bibliografía oficial que había sabido ensalzar la alianza de Iósif Stalin con el líder chino Mao Zedong comenzó a desaparecer “misteriosamente” de las bibliotecas.
Incluso algunos ciudadanos prefirieron destruir el material “políticamente incorrecto” que tenían en sus viviendas, ya que aquellas personas que eran sospechadas de posesión del mismo eran frecuentemente perseguidas.
Luego del arresto y posterior fusilamiento de quien fuese la “mano derecha” de Iósif Stalin, Lavrenti Beria, los suscriptores de la segunda edición de la ideologizada Gran Enciclopedia Soviética (GES) recibieron una página con una ampliación del vecino artículo sobre Vitus Bering, para que la pegasen sobre la biografía del personaje caído en desgracia. Las reimpresiones y nuevas ediciones de la GES directamente ni siquiera mencionaban a Beria, como si éste nunca hubiese existido.
Por su parte, la propia GES definía a la censura de la Unión Soviética en los siguientes términos:

“La Gran Revolución Socialista de Octubre” puso fin tanto al la censura zarista como a la burguesa... La censura en la Unión soviética es de un carácter totalmente diferente a la censura en los Estados burgueses [occidentales]”

”Es un órgano del Estado socialista, y su propósito es evitar la que los secretos militares y estatales aparezcan impresos y evitar la publicación de materiales sujetos a dañar los intereses del pueblo trabajador [comunista]”

## Censura de imágenes
No sólo las referencias a las personas incluidas en las listas negras eran rutinariamente eliminadas de los textos, sino que también sus fotografías y retratos eran eliminados.

## Traducciones
Las pocas traducciones de obras occidentales, salvo que proviniesen de autores comunistas extranjeros fiables, se hacían de una manera truncada y con omisiones (resultando por lo tanto en un producto final sesgado), acompañadas en todo caso de eventuales notas al pie “correctivas” de la supuesta tendenciosidad de los autores “burgueses”.
Por ejemplo, la traducción soviética de 1976 de la Historia de la Segunda Guerra Mundial de Basil Liddell Hart, no hace mención a la purga estalinista de los oficiales del Ejército Rojo, al protocolo o anexo secreto del Pacto Ribbentrop-Mólotov, la posterior invasión soviética de Polonia del 17 de septiembre de 1939, muchos detalles de la Guerra de Invierno de 1940 entre la Unión Soviética y Finlandia, la anexión soviética de los estados bálticos de Estonia, Letonia y Lituania, la ocupación soviética del norte de Bucovina y de Besarabia (esta última básicamente corresponde al territorio de Moldavia, la actual Moldova). Se trata, no obstante de hechos históricos que efectivamente sucedieron y que están muy bien documentados.
En la traducción de ese libro también fueron eliminados (es decir, censurados) otros contenidos “ideológicamente comprometedores”: la ayuda aliada a la Unión Soviética durante la Gran Guerra Patria (el Frente Oriental de la Segunda Guerra Mundial), así como otros esfuerzos aliados (sobre todo en el teatro de operaciones europeo occidental), los fracasos y errores llevados a cabo por la dirigencia soviética, y las críticas en general hacia la Unión Soviética.

## Control sobre el flujo de información
Absolutamente todos los medios dentro de la Unión Soviética estaban estrictamente controlados por el Estado, ya se tratase de la radio, la televisión, libros, revistas y periódicos. Esto se lograba mediante la exclusiva propiedad estatal de todas las instalaciones dedicadas a la producción, por lo que necesariamente sus miembros debían ser empleados del Estado. Esto se extendía también hacia las bellas artes, incluyendo el teatro, la ópera y el ballet. Los conciertos de música y las exhibiciones de arte sólo podían realizarse en lugares controlados y previamente autorizados por el Estado.
En algunas oportunidades, la censura hacia tal o cual autor que no contaba con el beneplácito del régimen soviético era apoyada por campañas contra su material “ofensivo” en los medios de comunicación (sobre todo, en los periódicos). Asimismo, se solían aplicar otras sanciones adicionales, como la expulsión de las organizaciones profesionales respectivas (por ejemplo, de los círculos de escritores oficiales). En el caso de la publicación de libros, los manuscritos o redacciones a máquina originales de los autores debían pasar por el filtro de la férrea censura ideológica. Usualmente las editoriales estatales sólo publicaban las obras de los autores plenamente identificados con el gobierno. Los libros que contaban con el visto bueno oficial (por ejemplo, la colección de discursos del líder Leonid Brézhnev) eran impresos en grandes cantidades, mientras que otro material no tan “importante” era publicado en números mucho menores y no era adecuadamente distribuido.
Por otro lado, la literatura popular “escapista”, como los principales éxitos editoriales (best sellers) occidentales, como novelas de romance y misterio eran virtualmente inexistentes dentro de la Unión Soviética.
La posesión de máquinas de escribir y, con más razón, de imprentas era estrictamente controlada, para intentar prevenir la circulación de las copias ilegales samizdat, ya se tratase de revistas o libros. Por otro lado, las tecnologías “exóticas” como las de las fotocopiadoras y las computadoras virtualmente no existían dentro del país. Tan sólo unos pocos de esos aparatos electrónicos serían importados durante los años de Mijaíl Gorbachov (1985-1991). La posesión de una simple copia samizdat manuscrita, como alguno de los libros de Andréi Siniavsky era considerada un delito “ideológico” serio, que incluso podía costarle a alguien una desagradable visita por parte de agentes del KGB.
Otra cosa que disgustaba bastante a las autoridades era la publicación de libros prohibidos en el extranjero. Tal fue el caso de Archipiélago Gulag, escrito por el célebre disidente Aleksandr Solzhenitsyn, el cual fue inicialmente publicado en Occidente en 1973.
Era una práctica relativamente común en las bibliotecas soviéticas restringir el acceso a los diarios y periódicos que tuviesen más de tres años de antigüedad.